# Мотонейрон

Мотонейро́н (от лат. motor — приводящий в движение и нейрон; двигательный нейро́н) — крупная нервная клетка в передних рогах спинного мозга. Мотонейроны обеспечивают моторную координацию и поддержание мышечного тонуса.

## Функции двигательных нейронов
Мотонейроны называют по той мышце, которую они иннервируют (четырёхглавые, икроножные, полусухожильные и т. п.).
Различают альфа-мотонейроны и гамма-мотонейроны:
| Вид               | Функция                                                                                                |
| ----------------- | --- |
| альфа-мотонейроны | иннервируют волокна скелетной мускулатуры (экстрафузальные волокна) и обеспечивают мышечное сокращение |
| гамма-мотонейроны | иннервируют рецепторы растяжения (интрафузальные волокна)                                              |

## Заболевания мотонейронов

### Тип спастического спинального парапареза (первый мотонейрон)
- Наследственный спастический парапарез (параплегия)
- Спорадический спастический парапарез
- Первичный боковой склероз (возможно, малый вариант бокового амиотрофического склероза)

### Типспинальной мышечной атрофии(второй мотонейрон)
Наследственные формы
- Инфантильная спинальная мышечная атрофия, тип I, Вердинга-Гоффмана
- Промежуточный (инфантильный) тип, тип II
- Проксимальная нейрогенная Амиотрофия, тип III, Кугельберг-Веландер (ювенильная форма)
- Ювенильная дистальная спинальная мышечная атрофия, тип Хираяма

### Комбинированный тип (первый и второй мотонейроны)
- Боковой амиотрофический склероз (БАС)
- Спинальная мышечная атрофия перониального типа (вариант БАС)
- Прогрессивный бульбарный паралич (вариант БАС)
- Симптоматические формы БАС, например, при лимфомах или раке груди
- Синдром БАС-паркинсон-деменция (так называемая болезнь Гуам)